# Hallbjarnarstaðatinður
Hallbjarnarstaðatinður är en bergstopp i republiken Island. Den ligger i regionen Austurland, 400 km öster om huvudstaden Reykjavík. Toppen på Hallbjarnarstaðatinður är 1 145 meter över havet, eller 669 meter över den omgivande terrängen. Bredden vid basen är 7,7 km.
Trakten runt Hallbjarnarstaðatinður är nära nog obefolkad, med mindre än två invånare per kvadratkilometer. Närmaste större samhälle är Reyðarfjörður, omkring 16 kilometer öster om Hallbjarnarstaðatinður. Trakten runt Hallbjarnarstaðatinður består i huvudsak av gräsmarker.